# Valle el Escondido
Valle el Escondido es una localidad del estado mexicano de Guerrero. Es parte del municipio de Arcelia.

## Demografía
| Gráfica de evolución demográfica |
|                                  |

| Censo | Población |
| ----- | --------- |
| 1900  | 142       |
| 1910  | 94        |
| 1921  | 139       |
| 1930  | 230       |
| 1940  | 398       |
| 1950  | 510       |
| 1960  | 516       |
| 1970  | 679       |
| 1980  | 980       |
| 1990  | 1 245     |
| 2000  | 1 642     |
| 2010  | 1 290     |
| 2020  | 1 103     |